# William Longchamp
William de Longchamp (morto em 1197) foi um lorde chanceler medieval, juiz-chefe e bispo de Ely na Inglaterra.

## Biografia
Proveniente de uma família simples na Normandia, ele deve sua ascensão ao favor real. Apesar de os escritores contemporâneos acusarem o pai de Longchamp de ser filho de um camponês, ele detinha terras como cavaleiro. Longchamp primeiro serviu ao filho ilegítimo de Henrique II, Geoffrey, mas rapidamente foi transferido para o serviço de Ricardo I, o herdeiro de Henrique. Quando Ricardo se tornou rei em 1189, Longchamp pagou dez mil libras pelo cargo de chanceler e logo foi nomeado para a sé, ou bispado, de Ely e nomeado legado pelo papa.
Longchamp governou a Inglaterra enquanto Ricardo estava na Terceira Cruzada, mas sua autoridade foi desafiada pelo irmão de Ricardo, João, que eventualmente conseguiu afastar Longchamp do poder e da Inglaterra. As relações de Longchamp com os outros nobres ingleses também foram tensas, o que contribuiu para as exigências de seu exílio. Logo após a saída de Longchamp da Inglaterra, Ricardo foi capturado em sua viagem de volta à Inglaterra da cruzada e mantido para resgate por Henrique VI, Sacro Imperador Romano-Germânico. Longchamp viajou para a Alemanha para ajudar a negociar a libertação de Ricardo. Embora Longchamp tenha recuperado o cargo de Chanceler após o retorno de Ricardo à Inglaterra, ele perdeu grande parte de seu antigo poder. Ele despertou muita hostilidade entre seus contemporâneos durante sua carreira, mas manteve a confiança de Ricardo e foi empregado pelo rei até a morte do bispo em 1197. Longchamp escreveu um tratado sobre a lei, que permaneceu bem conhecido durante a Idade Média posterior.

## Antecedentes e início de vida
Os ancestrais de Longchamp originaram-se na vila de Longchamps, na Normandia. Embora se saiba que ele nasceu na Normandia, a localização exata é desconhecida, possivelmente em lugar perto da aldeia normanda de Argenton. Seu pai, Hugh de Longchamp, também detinha terras na Inglaterra, assim como muitos outros nobres normandos após a Conquista Normanda em 1066. Hugh Nonant —  um dos adversários de Longchamp —  declarou que Hugh de Longchamp era filho de um camponês, o que parece improvável, já que Hugh de Longchamp parece ter mantido um título de cavaleiro na Normandia. A família era originalmente de origem humilde, mas subiu através do serviço ao rei Henrique II. Hugh de Longchamp também detinha terras em Herefordshire, na Inglaterra, incluindo a mansão de Wilton perto de Ross, no País de Gales. Hugh casou-se com uma mulher chamada Eve, uma parente da família Lacy. O historiador David Balfour sugere que Eva era filha de Gilbert de Lacy, filho de Roger de Lacy, exilado pelo Rei Guilherme II em 1095 por rebelião.
A irmã de Longchamp, Richeut, casou-se com o castelão do Castelo de Dover. Outra irmã, Melisend, veio para a Inglaterra com Longchamp, mas de outra forma é desconhecida. Uma irmã é registrada como tendo se casado com Stephen Devereux, mas não é claro se esta é realmente Melisend. Dos irmãos de Longchamp, Osbert permaneceu leigo e devia muito de seu progresso a William; Stephen serviu o rei Ricardo I nas cruzadas; Henry, outro leigo, tornou-se xerife junto com Osbert; e Robert tornou-se monge. Dois dos irmãos de Longchamp se tornaram abades.
Longchamp entrou na vida pública no final do reinado de Henrique II, como um oficial para o filho ilegítimo do rei Geoffrey. Ele logo deixou o serviço de Geoffrey e serviu na chancelaria de Henrique II, antes de entrar em serviço com o filho de Henrique Ricardo. Ricardo, que era Duque da Aquitânia na época, nomeou Longchamp chanceler do Ducado da Aquitânia. Longchamp se distinguiu pela primeira vez na corte do rei Felipe II da França em Paris em 1189, quando atuou como enviado de Ricardo em uma disputa com Guilherme Marshal, enviado do rei Henrique. Naquela época, Longchamp já era um dos conselheiros de confiança de Ricardo.

## Chanceler
Com a ascensão de Ricardo ao trono da Inglaterra em 1189, Longchamp tornou-se Chanceler da Inglaterra. Longchamp pagou 3000 libras pelo cargo de Chanceler. Isso foi seguido por um aumento no preço de ter documentos de chancelaria selados com o Grande Selo, necessário para sua autenticação, talvez para ajudar Longchamp a recuperar o custo do cargo. No conselho realizado em Pipewell em 15 de setembro de 1189, o rei levantou Longchamp ao bispado de Ely. Ricardo nomeou outros três bispos ao mesmo tempo: Godfrey de Lucy para Winchester, Richard FitzNeal para Londres, e Hubert Walter para Salisbury. Longchamp foi consagrado em 31 de dezembro de 1189 e entronizado em Ely em 6 de janeiro de 1190.
Antes de deixar a Inglaterra em 1189, Ricardo colocou a Torre de Londres nas mãos de Longchamp e o nomeou juntamente com Hugh de Puiset, o Bispo de Durham, para o cargo de Chefe Justiciar, que naquela época não era estritamente uma função judicial. Em vez disso, o justiciar era a pessoa a quem era confiada grande parte da autoridade do rei quando o rei estava fora do reino, capaz de agir em nome do rei. Juntamente com Puiset, o rei nomeou Hugh Bardulf, William Briwerre, Geoffrey Fitz Peter e William Marshal como associados na justiça, sob o comando de Puiset e Longchamp. Como Justiciar, Longchamp enviou juízes por todo o país para visitar os condados em visitas judiciais, embora ele não tivesse conhecimento prévio do judiciário. Longchamp e Puiset foram incapazes de trabalhar juntos e, assim, em março de 1190, Ricardo deu autoridade ao norte do rio Humber para Puiset, e autoridade ao sul do rio para Longchamp. As opiniões dos historiadores se dividem entre se Ricardo explicitamente fez Longchamp superior a Puiset neste época, ou se, em teoria, os dois deveriam ser co-iguais em suas respectivas esferas. Em junho, Longchamp tinha tirado Puiset do poder e do cargo de Chefe Justiciar. Ele também recebeu uma comissão como legado papal do Papa Clemente III nesta época. Supostamente Ricardo pagou 1500 marcos (1000 libras) ao papado para garantir o legado de Longchamp.
Longchamp concedeu aos cidadãos de Londres o direito de eleger seus próprios xerifes, e de cobrar e remeter sua taxa monetária de 300 libras diretamente para o Tesouro da Inglaterra. Nas visitas de Longchamp à sua diocese, ele foi acompanhado por um grande trem de retentores e animais, que se tornou notório em todo o país como sinal de sua extravagância. Sob sua autoridade legatina, o bispo realizou os conselhos legatinos da igreja em Gloucester e Westminster em 1190. Ele também agiu para restaurar a autoridade em York, que havia sofrido um colapso na ordem após o massacre dos judeus em março de 1190. Também em 1190, ele enviou um exército contra Rhys ap Gruffydd, um príncipe galês que tentava livrar-se do controle dos senhores marchantes que rodeavam o País de Gales.

## Disputas com John

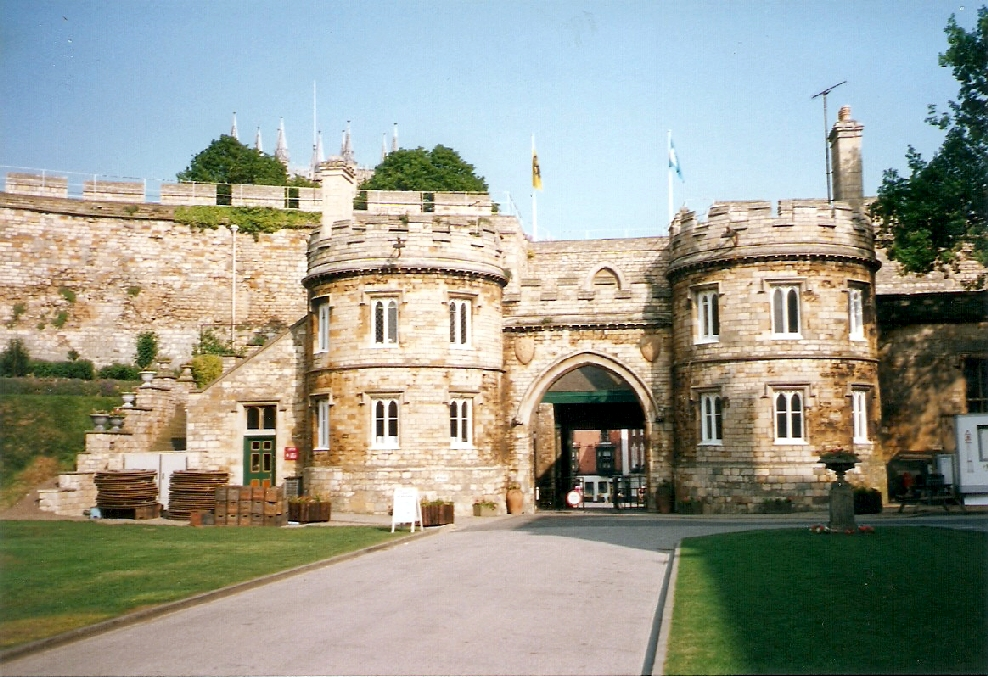
Portão no Castelo de Lincoln, que Longchamp sitiou em 1190

As relações de Longchamp com o povo inglês foram dificultadas porque ele era um nativo da Normandia, e muitas vezes insensível aos costumes ingleses. O escritor medieval Guilherme de Newburgh afirmou que Longchamp era "um obscuro estrangeiro de habilidade e lealdade não comprovadas". Por exemplo, parece provável que Longchamp não falava inglês, tornando suas relações com seu rebanho mais difíceis. Os principais nobres reclamaram que Longchamp marginalizou os outros funcionários que Ricardo havia nomeado para servir com ele, e que ele trouxe estrangeiros para ocupar cargos. Embora a primeira acusação seja quase falsa, a segunda parece ter sido válida, já que Longchamp instalou não nativos em escritórios judiciais e como xerifes. Ele também tentou tomar o controle de vários castelos ingleses, concedendo sua custódia a parentes e dependentes.
Durante o ano de 1190, as relações de Longchamp com o irmão mais novo de Ricardo, João, foram difíceis. Isso levou Longchamp a sitiar o Castelo de Lincoln porque o castelão não entregaria o castelo e se permitiria ser substituído pelo nomeado por Longchamp. O castelão, Gerard de Camville, jurou lealdade a John e afirmou que não reconheceria mais a autoridade do chanceler. Em resposta, John tomou os dois castelos de Tickhill e Northampton. A notícia da disputa chegou a Ricardo, que enviou Walter de Coutances, o Arcebispo de Rouen, para a Inglaterra no final da primavera de 1191, com ordens para negociar um tratado de paz entre John e Longchamp. Eventualmente, Walter intermediou um compromisso entre os dois onde Gerard foi confirmado como castelão e John renunciou aos castelos. Também concordou em trabalhar para garantir a sucessão de João ao trono no caso da morte de Ricardo.
A comissão legatina de Longchamp do papado expirou na primavera de 1191, com a morte de Clemente III,  removendo assim uma das bases de poder de Longchamp. A legação foi, no entanto, renovada alguns meses depois pelo sucessor de Clemente, Celestine III. Uma nova complicação para Longchamp surgiu em setembro de 1191, quando o filho ilegítimo de Henrique II e Arcebispo de Iorque, foi preso pelos subordinados de Longchamp, liderados pelo castelão do Castelo de Dover, cunhado de Longchamp. Suas ordens tinham sido para prender o Arcebispo de York quando ele aterrisse-se em Dover no retorno do Arcebispo à Inglaterra, mas Geoffrey tinha sido avisado de seus planos, e fugiu para o santuário do Priorado de São Martinho. Os homens de Longchamp cercaram o Priorado, e após quatro dias, Geoffrey foi removido à força.  A violência do ataque lembrou o público do martírio de Thomas Becket, e a opinião pública se voltou contra Longchamp. Longchamp alegou que Geoffrey não havia jurado fidelidade a Ricardo, mas isso provavelmente era apenas uma desculpa para eliminar um rival.
Uma intensa campanha de propaganda liderada por partidários de John se seguiu. Um dos líderes da campanha contra Longchamp foi Hugh Nonant, o Bispo de Coventry, e ele, juntamente com outros magnatas, incluindo Geoffrey, que havia sido libertado, convocou um julgamento em 5 de outubro de 1191 na Ponte Loddon, perto de Londres. Longchamp não compareceu, mas foi deposto e excomungado, e depois de tentar manter a Torre de Londres, ele foi forçado a se render devido à falta de apoio dos cidadãos de Londres. O conselho então declarou sua desistência de seus escritórios, e ordenou a rendição dos castelos sob sua custódia. A principal acusação contra Longchamp parece ter sido seu comportamento autocrático.
Longchamp foi para Dover no final de 1191 para buscar transporte para o continente. Durante sua fuga, ele foi incapaz de responder às pessoas locais quando falaram com ele em inglês. Eletentou deixar a Inglaterra com vários disfarces, incluindo o hábito de um monge e roupas femininas. Hugh Nonant escreveu que Longchamp tentou em uma ocasião se esconder vestido de prostituta, o que o levou a ser agredido por um pescador que o confundiu com uma prostituta. Longchamp finalmente conseguiu deixar a Inglaterra, em 29 de outubro.

## Exílio e retorno
Longchamp foi à corte de Henrique VI, o Santo Imperador Romano, que mantinha o Rei Ricardo em cativeiro em Trifels. O bispo providenciou para que Ricardo fosse mantido na corte imperial e negociou um plano de pagamento do resgate, 100.000 marcos, nos termos do qual o imperador concordou em libertar Ricardo uma vez que 70.000 marcos tivessem sido pagos e os reféns pelo pagamento do resto tivessem sido recebidos. Quando o Imperador, em janeiro de 1194, convocou uma reunião dos magnatas imperiais para debater a oferta do rei Filipe II da França de pagar ao Imperador para manter Ricardo em cativeiro, Longchamp participou junto com Walter de Coutances e Leonor de Aquitânia, mãe de Ricardo. Após mais disputas diplomáticas, Ricardo foi libertado em 4 de fevereiro de 1194.
Ricardo recompensou Longchamp com a nomeação como Xerife de Essex e Xerife de Hertfordshire quando eles voltaram à Inglaterra, mas Longchamp logo se envolveu em uma renovação de seu desentendimento com o Arcebispo Geoffrey de York. Ricardo deixou a Inglaterra em maio de 1194, e Longchamp o acompanhou até o continente, para nunca mais voltar à Inglaterra; Longchamp retornou à corte do Imperador em 1195. Ricardo continuou a usar Longchamp na diplomacia embora tenha sido Geoffrey quem organizou uma trégua com o rei Filipe em 1194 bem como a manutenção do bispo como chanceler, mas o principal poder na Inglaterra era agora Hubert Walter. Longchamp passou o resto de sua vida fora de sua diocese, geralmente acompanhando o rei.

## Morte e legado
Longchamp morreu em janeiro de 1197, em Poitiers, durante uma missão diplomática em Roma para Ricardo, e foi enterrado na abadia de Le Pin. Grande parte das informações sobre sua carreira vem de pessoas hostis a ele, por exemplo, Gerald de Gales chamou Longchamp de "monstro com muitas cabeças". O historiador Austin Lane Poole diz que Gerald descreveu Longchamp como mais um macaco do que um homem. Longchamp era supostamente um homem culto e bem educado. Ele foi apoiado por outros entre seus contemporâneos, incluindo o Papa Clemente III, que, quando nomeou Longchamp, escreveu que o fez a pedido dos bispos ingleses. Quando ele foi um dos quatro homens nomeados bispos em 1189, o cronista medieval Ricardo de Devizes escreveu que os quatro novos bispos eram "homens sem pouca virtude e fama". O historiador John Gillingham escreveu que o "registro de Longchamp de sua vida na política e na administração foi bom, estragado apenas pelo seu fracasso em 1191".
Dois escritores viram, na assembleia que se reuniu em 1191, um precursor da reunião em Runnymede em 1215 que elaborou a Carta Magna, pois foi um dos primeiros exemplos de nobres do reino se reunindo para forçar o governo a governar com seus conselhos. Longchamp também promoveu a carreira de seus irmãos; Henry e Osbert tornaram-se xerifes na década de 1190, Osbert, o Xerife de Yorkshire. Seu irmão Robert, clérigo, também foi beneficiado, tornando-se prior da catedral de Ely e mais tarde abade da Abadia de Santa Maria, York.
O poeta medieval Nigel Wireker (também conhecido como Nigel de Longchamps) dedicou ao bispo um poema satírico, Speculum Stultorum ("Espelho dos Bobos"), sobre os hábitos dos estudantes. Richard Barre, um escritor e juiz medieval, dedicou sua obra Compêndio de veteris et novo testamento a Longchamp. Longchamp foi um dos patronos de Barre, e garantiu o posto de Arquidiácono de Ely para ele, bem como postos judiciais.
Uma das prováveis inovações de Longchamp como chanceler foi a substituição da primeira pessoa do singular anteriormente utilizada em documentos redigidos em nome do rei pelo majestoso plural ou "nós reais".Ele escreveu um trabalho sobre a lei intitulado Practica legum et decretorum, um manual sobre o uso do direito civil e canon nas posses de Angevin no continente, composto em algum momento entre 1181 e 1189. Era bem conhecido na Idade Média, e serviu como um guia prático para os envolvidos em litígios.